# Paddy McAloon
Patrick Joseph „Paddy“ McAloon (* 7. Juni 1957 in Durham, Grafschaft Durham, England) ist ein britischer Sänger und Songwriter. Er ist der Sänger und Liedtexter der britischen Band Prefab Sprout.

## Leben
Wegen eines Augenleidens musste sich McAloon 2002 einer komplizierten Operation unterziehen, die eine wochenlange Erblindung zur Folge hatte. Während dieser Zeit hörte er intensiv Radio, besonders Talkradio, und nahm Radiosendungen und Frequenzgeräusche auf. Das so gewonnene Material verarbeitete er zu seinem ersten Soloalbum I Trawl The Megahertz, das 2003 erschien.
2013 brachte er unter dem Band-Namen das Solo-Album Crimson Red heraus.
McAloon wohnt im County Durham mit seiner Frau und seinen drei Töchtern. Er leidet unter einer Netzhautablösung und der Menière-Krankheit.